# Salticus bonaerensis
Salticus bonaerensis là một loài nhện trong họ Salticidae.
Loài này thuộc chi Salticus. Salticus bonaerensis được Holmberg miêu tả năm 1876.